# Núria Picas i Albets
Núria Picas i Albets   (Manresa, 2 de novembre de 1976) és una corredora de muntanya catalana. Va ser Mossa d'Esquadra a Manresa al 2002.
Els primers anys de la dècada del 2010 va guanyar desenes de curses de muntanya de les més destacades. Viu a Berga i s'entrena per les muntanyes dels voltants del Berguedà. Després d'acumular resultats destacats amb la selecció catalana de curses de muntanya, des de l'any 2012 és membre del Buff Pro Team de curses de muntanya, i des de l'any 2014 és col·laboradora de Leksport.

## Biografia
Nascuda a Manresa, es va iniciar en el món de la muntanya de la mà dels seus pares, que des que tenia 10 anys se l'enduien a practicar escalada a les muntanyes de Montserrat. Picas va endinsar-se seriosament en la disciplina als 19 anys, practicant tant l'escalada esportiva com la clàssica, progressant ràpidament i arribant a un grau 7b+ l'any 2002.
Paral·lelament, Picas va participar en la seva primera marató de muntanya, la Nike Aneto X-treme Marathon, i el bon resultat obtingut (tercera posició femenina) afavorí l'interès de la selecció catalana de curses de muntanya per incorporar-la a les seves files, proposta que s'ajornà arran de la joventut de la corredora, que llavors tenia 23 anys. Aquesta progressió es veié interrompuda per un accident d'escalada en una via ferrada a Montserrat mateix, on Picas es trencà l'astràgal del peu esquerre, la qual cosa li dificultà durant anys la pràctica normal d'esports de fort impacte a les articulacions com les curses a peu.
No obstant això, Picas era una habitual dels raids d'aventura, i només participava en curses de muntanya de manera ocasional. Tanmateix, els bons resultats obtinguts en aquesta disciplina propicien la seva entrada a la selecció catalana de curses de muntanya, on eclosiona com una corredora de nivell internacional (Kinabalu 2010, entre altres) i de curses d'ultradistància (Cavalls del vent 2011) i es professionalitza, fet que l'obliga a prendre's una excedència de la seva feina com a bombera de la Generalitat de Catalunya.
El març de 2015 es feu públic que Picas emprendria una expedició al Makalu, la cinquena muntanya més alta del món, en companyia de Ferran Latorre, llavors en ple projecte d'esdevenir el primer català a coronar els 14 cims de més de vuit mil metres del planeta. Aquest projecte respon a un somni d'infantesa de la corredora berguedana, que sempre havia volgut ascendir un cim de més de 8000 metres, i coincideix amb el fet que el Makalu fou el primer cim coronat per una expedició manresana (1977), de la qual el pare de Picas formà part. El 6 d'abril, Latorre i Picas emprengueren el viatge al Nepal, amb la intenció d'arribar al camp base del Makalu pels volts del 20 d'abril i iniciar el procés d'aclimatació i reconeixement del terreny. Segons les previsions, l'atac al cim es podria fer entre el 15 i el 20 de maig seguint la ruta original de la primera ascensió, realitzada l'any 1955 per una expedició francesa liderada per Lionel Terray en companyia de Jean Couzy. De totes maneres, l'expedició de Picas i Latorre —que quedarà recollida en un documental— no se servirà ni de xerpes ni d'oxigen artificial per progressar, i optarà per un atac ràpid i tan lleuger com sigui possible, emprant probablement només dos camps d'altura (C2 i C3) i obviant el muntatge del darrer camp d'altura per dirigir-se directament al cim. No obstant això, tres dies després del terratrèmol del Nepal de 2015, Picas i Latorre decidiren abandonar l'expedició i iniciar el retorn quan els fos possible.
El 2017 tornà a intentar coronar el Makalu, aquesta vegada acompanyada per l'alpinista Xavier Batriu Sibila. Aquest, que anava més avançat, va continuar sense adornar-se que Picas es trobava indisposada a l'arribada del camp 3, a 7.900 metres. Quan se n'adonà, tornà enrere per a socòrrer-la. Van haver d'abandonar en adonar-se que Picas estava patint una pneumonia.
L'any 2019 va ser guardonada amb la Creu de Sant Jordi "per la seva excel·lència esportiva com a corredora de curses de muntanya".
El 19 de setembre de 2022, Picas anuncià el seu retorn a la competició a l'Ultra Pirineu cavalls del vent després de tres anys apartada d'aquesta per una lesió al turmell. El primer d'octubre del 2022, en aquesta cursa va arribar a meta com a campiona amb un temps de 12:07:44 superant de disset minuts la seva marca anterior.

## Publicacions
- 2015 - Córrer per ser lliure (Grup 62)[40]

## Palmarès
Entre les curses que ha guanyat destaquen les quatre victòries consecutives a la cursa Cavalls del vent entre els anys 2011 i 2014. També guanyà l'or a la Copa del Món d'Ultra Trail del 2012 i a la marató d'alta muntanya als SkyGames de la Ribagorça el 2012, on també quedà primera en categoria femenina a l'Skybike. Entra en segona posició a l'Ultra-Trail du Mont-Blanc el 2013, resultat que repetí l'any següent. El 2017 guanya l'Ultra-Trail du Montblanc. El 2014 es va proclamar vencedora de la 4 Trails, una cursa de 157 km als Alps, l'Ultra-Trail del Mont Fuji (Japó), la Transgrancanaria i la TNF Australia 100. Aquesta regularitat va comportar que Picas es proclamés vencedora de la primera edició de l'Ultra Trail World Tour, un circuit de 10 ultra trails celebrats arreu del planeta al llarg d'un any.